# Leonid Abramowitsch Anulow

Porträt Anulows von seiner Grabplatte

Leonid Abramowitsch Anulow (russisch Леони́д Абра́мович Ану́лов; * 28. Juli 1897 in Hîncești, Ujesd Chișinău, Gouvernement Bessarabien, Russisches Kaiserreich; † 5. September 1974 in Moskau) war ein sowjetischer Spion und Organisator des illegalen Agentennetzes (sogenannte Rote Kapelle) in der Schweiz. Er nahm am Ersten Weltkrieg, an den Bürgerkriegen in Russland und Spanien, sowie 1929 am sowjetisch-chinesischen Grenzkrieg teil.

## Biografie
Anulow wurde in dem bessarabischen Städtchen Hîncești (heute in der Republik Moldau) mit dem Familiennamen Moskowitsch geboren. Im Mai 1916 wurde er Soldat der zaristischen Armee. 1916/17 nahm er am Ersten Weltkrieg teil.
1918 trat er in die Rote Armee ein und nahm an den Kämpfen des Russischen Bürgerkriegs teil. 1919 trat er in die KPR(B) und die Kommunistische Partei der Ukraine ein und nahm an drei Lehrgängen für Kommandeure der Artillerie in Odessa teil. Im Juli desselben Jahres wurde er von der Leitung der Abwehrabteilung der Roten Armee ins Ausland geschickt und war an der Organisation einer bolschewistischen Untergrundbewegung in Bessarabien beteiligt.
Nach seiner Rückkehr im Oktober 1922 war er bis Oktober 1923 Helfer des Bevollmächtigten der GPU. 1923 nahm er an der Vorbereitung des „deutschen Oktober“ teil. 1924 besuchte er Lehrgänge zur Vervollkommnung der Aufklärung bei der Hauptabteilung 4 des Stabes der Roten Armee und von April bis August 1925 stand er dem Nachrichtendienst zur Verfügung. Von August 1925 bis März 1926 diente er als Sektorenleiter und Helfer des Vorsitzenden der 2. Abteilung, von Oktober 1927 bis Juni 1929 war er dessen Nachfolger.
1929 wurde er als illegaler Resident nach China geschickt und kämpfte im sowjetisch-chinesischen Grenzkrieg in der Mandschurei, 1930 wurde ihm der Rotbannerorden verliehen. 1932 kehrte er nach Moskau zurück. Von März 1933 bis Februar 1935 besuchte er die Kommandeursfakultät der Militärakademie für Mechanisierung und Motorisierung der Roten Armee „J.W.Stalin“ und anschließend Kurse für Fremdsprachen.
Im Januar 1936 erhielt er den Dienstgrad eines Majors und wurde als illegaler Resident nach Spanien geschickt, von dort aus nach Frankreich und in die Schweiz. Von Frankreich aus organisierte er das  Agentennetz des sowjetischen Militärnachrichtendienstes in der Schweiz („Rote Troika“). Es war eines von den drei Agenturnetzen der GRU zur Aufklärung und Beobachtung der Entwicklung im nationalsozialistischen Deutschland. Die beiden anderen Netze wurden in Warschau und in Brüssel installiert.
Das Netz von Anulow in der Schweiz, das in späteren Dokumenten als „Rote Kapelle“ bezeichnet wurde (Anulow war dort bekannt als „Kolja“), basierte anfangs auf der Arbeit des Schweizer Journalisten Otto Pünter („Pakbo“), dann Sándor Radó („Dora“). Die anderen beiden GRU-Residenten in der Schweiz waren Ursula Hamburger („Sonja“) ab Ende 1938 und Rachel Dübendorfer („Sissi“). Als Funker für das Schweizer Netzwerk rekrutierte Anulow die britischen Spanienkämpfer Alexander Foote und Leonard Beurton.
Im April 1938 wurde Anulow nach Moskau abberufen und erhielt dort den Leninorden, im Juni wurde er aus dem Dienst entlassen und verhaftet. Die Leitung des Schweizer Agentennetzes übernahm Sándor Radó.
Anulow wurde zu 15 Jahren Arbeitserziehung nach § 43b verurteilt. 1953 wurde er aus dem Lager entlassen, bis 1955 lebte er in der Verbannung. Nach seiner Rehabilitierung lebte er in Moskau. Nach seinem Tod wurde er eingeäschert und die Urne im Columbarium des Nowodewitschi-Friedhofs beigesetzt.

## Auszeichnungen
Er erhielt 1930 den Rotbannerorden und 1938 den Leninorden.